# Aphanistes guadamuzae
Aphanistes guadamuzae är en stekelart som beskrevs av Ian D. Gauld och Bradshaw 1997. Aphanistes guadamuzae ingår i släktet Aphanistes och familjen brokparasitsteklar. Inga underarter finns listade i Catalogue of Life.